# Kivijärvi (sjö i Kuhmo, Kajanaland, Finland)
Kivijärvi eller Iso Kivijärvi är en sjö i Finland. Den ligger i södra delen av kommunen Kuhmo i landskapet Kajanaland, i den centrala delen av landet, 500 km nordost om huvudstaden Helsingfors. Kivijärvi ligger 261 meter över havet. I omgivningarna runt Kivijärvi växer i huvudsak barrskog. Arean är 40 hektar och strandlinjen är 3,95 kilometer lång. Sjön  ingår i Uleälvens huvudavrinningsområde. 